# Tinovul Apa Lină - Honcsok (sit SCI)
Tinovul Apa Lină - Honcsok este un sit de importanță comunitară (SCI) desemnat în scopul protejării biodiversității și menținerii într-o stare de conservare favorabilă a florei spontane și faunei sălbatice, precum și a unor habitate naturale de interes comunitar aflate în arealul zonei protejate. Acesta este situat în estul Transilvaniei, pe teritoriile județelor Covasna (31%) și Harghita (69%).

## Localizare
Aria naturală se întinde în extremitatea nord-estică a județului Covasna, pe teritoriile administrative ale comunelor Estelnic și Poian; și în cea sud-estică a județului Harghita, pe teritoriul comunei Plăieșii de Jos, în imediata apropiere de drumul național DN11B care face legătura între municipiul Târgu Secuiesc și satul Cozmeni..

## Înființare
Instituirea regimului de arie naturală protejată pentru situl de importanță comunitară „Tinovul Apa lină - Honcsok” s-a făcut prin Ordinul Ministerului Mediului și Dezvoltării Durabile Nr.1964 din 13 decembrie 2007 (privind instituirea regimului de arie naturală protejată a siturilor de importanță comunitară, ca parte integrantă a rețelei ecologice europene Natura 2000 în România). Acesta are o suprafață de 7.830,1 ha. și include rezervația naturală Tinovul „Kicsi Romlásmezö” (Rupturile Mici) de la Plăieșii de Jos.
Tinovul Apa Lină - Honcsok se află în administrarea Fundației Salutaris și reprezintă o zonă naturală (păduri de foioase, păduri de conifere, păduri de amestec, păduri în tranziție, tufișuri, tufărișuri, pajiști și fânețe montane, turbării și mlaștini) încadrată în bioregiunea alpină din versantul sudic al Munților Nemira (grupă muntoasă a Carpaților Moldo-Transilvaneni, aparținând de lanțul carpatic al Orientalilor). Situl cuprinde bazinul hidrografic al pârâului Apa Lină și se suprapune in integralitate cu aria de protecție specială avifaunistică Tinovul Apa Lină - Honcsok.

## Biodiversitate
În arealul sitului au fost identificate 9 tipuri de habitate naturale (prioritare) de interes comunitar (Păduri acidofile de Picea abies din regiunea montană; Păduri dacice de fag (Symphyto-Fagion); Păduri aluviale cu Alnus glutinosa și Fraxinus excelsior; Tufărișuri alpine și boreale; Pajiști montane de Nardus bogate în specii pe substraturi silicioase; Pajiști cu Molinia pe soluri calcaroase, turboase sau argiloase; Mlaștini alcaline și Turbării cu vegetație forestieră), ce adăpostesc o gamă diversă de ierburi și flori rare.
La baza desemnării sitului se află câteva specii de reptile, amfibieni și insecte enumerate în anexa I-a a Directivei Consiliului European 92/43/CE din 21 mai 1992 - privind conservarea habitatelor naturale și a speciilor de faună și floră sălbatică și aflate pe lista roșie a IUCN; dintre care: șopârla de munte (Zootoca vivipara), salamandra de foc (Salamandra salamandra), broasca roșie de munte (Rana temporaria) și scripcar (Saperda carcharias).
Specii floristice (arbori, arbusti, ierburi, flori) semnalate în arealul sitului: pin de pădure (Pinus sylvestris), mesteacăn pufos (Betula pubescens), molid (Picea abies), răchită (Salix pentandra), anin alb (Alnus incana), mesteacăn pufos (Betula pubescens), mesteacăn pitic (Betula humilis), afin (Vaccinium myrtillus), răchițeauă (Vaccinium oxycoccos), coacăză (Bruckenthalia spiculifolia), trestioară (Calamagrostis canescens), Mâna Maicii Domnului (Dactylorhiza maculata), diadema munților (Trientalis europaea), bulbuc de munte (Trollius europaeus), garofiță (Dianthus superbus), taulă (Spiraea salicifolia), roua cerului (Drosera rotundifolia), crețușcă (Filipendula ulmaria), pufuliță (Epilobium hirsutum), bumbăcăriță (Eriophorum vaginatum), răcitoaică (Epilobium roseum), cornișor (Lycopodium annotinum), pedicuță (Lycopodium clavatum), mentă (Mentha longifolia), trifoi de baltă (Menyanthes trifoliata), șapte-degete (Potentilla palustris), taulă (Spiraea salicifolia), odolean (Valeriana dioica ssp. simplicifolia), iarbă neagră (Calluna vulgaris) și rogoz (Carex diandra, Carex flava, Carex riparia).

## Căi de acces
- Drumul național DN11B, pe ruta: Târgu Secuiesc - Sânzieni, Covasna - Iacobeni, Harghita.

## Monumente și atracții turistice
În vecinătatea sitului se află numeroase obiective (lăcașuri de cult, conace, muzee, monumente, arii protejate) de interes istoric, cultural și turistic; astfel:
- Biserica romano-catolică din Sânzieni, Covasna. Construită în anul 1401 și fortificată în sec. XV-XVI, clădirea se află pe noua listă a monumentelor istorice din România.
- Biserica romano-catolică din Estelnic, construcție secolul al XIV-lea, monument istoric.
- Biserica romano-catolică din Plăieșii de Jos, construcție secolul al XV-lea, monument istoric.
- Capela "Sf.Ștefan" (cu turn-clopotniță) din Sânzieni, construcție secolul al XII-lea, monument istoric.
- Conacul Pótsa din Petriceni, construcție secolul al XVIII-lea, monument istoric.
- Conacul Tamás Elek din Sânzieni (construit între anii 1810-1820).
- Muzeul de artă tradițională țărănească din satul Cașinu Mic, Covasna.
- Situl arheologic de la Valea Seacă.
- Ariile protejate: Rezervația geologică de la Sâncrăieni și Mlaștina Borsároș - Sâncrăieni.